# Sarah Flower Adams
Sarah Fuller Adams, nata Flower (Harlow, 22 febbraio 1805 – Londra, 14 agosto 1848), è stata una poetessa britannica.

## Biografia
Sarah Fuller Flower nacque nel quartiere di Old Harlow, Essex, dall'editore Benjamin Flower e la filantropa Eliza Gould. Aveva una sorella maggiore, Eliza Flower (1803-1846), musicista e compositrice. Sarah fu battezzata alla Water Lane United Reformed Church di Bishop's Stortford. Nel 1834 sposò William Bridges Adams, ingegnere ferroviario. La coppia visse a Loughton, Essex, dove è presente una targa blu a loro dedicata. Adams è nota principalmente per la composizione di diversi inni religiosi facenti parte del libro Hymns and Anthems del 1841, pubblicato da William Johnson Fox, tra i quali spicca il noto inno Nearer, My God, to Thee, il quale, secondo la tradizione, sarebbe stato l'ultimo suonato a bordo del RMS Titanic prima del suo inabissamento. Adams morì a Londra di tubercolosi e fu sepolta nel cimitero di Harlow il 21 agosto 1848.

## Opere

### Dramma
- Vivia Perpetua. A dramatic poem in five acts (1841)

### Inni
- A Summer Recollection (1836)
- To My Sister

### Inni religiosi
- Creator Spirit! Thou the First
- Darkness Shrouded Calvary
- Gently Fall the Dews of Eve
- Go, and Watch the Autumn Leaves
- He Sendeth Sun, He Sendeth Shower
- Nearer, My God, to Thee
- O Hallowed Memories of the Past
- O Human Heart! Thou Hast a Song
- O I Would Sing a Song of Praise
- O Love! Thou Makest All Things Even
- Part in Peace: Is Day Before Us?
- Sing to the Lord! For His Mercies are Sure
- The Mourners Came at Break of Day
- The World May Change from Old to New

### Catechismo per bambini
- The Flock at the Fountain (1845)